# Brian Island
Brian Island ist die westlichste der Debenham-Inseln in der Marguerite Bay an der Fallières-Küste des westantarktischen Grahamlands.
Teilnehmer der British Graham Land Expedition (1934–1936) unter der Leitung des australischen Polarforschers John Rymill nahmen 1936 eine Vermessung der Insel vor. Rymill benannte sie nach Herbert Brian Debenham (* 1923), dem zweiten Sohn des australischen Geologen und Polarforschers Frank Debenham.